# Меллор, Д’Мани
Д’Мани Ласелл Бугейл-Меллор (англ. D'Mani Lucell Bughail-Mellor; родился 20 сентября 2000, Манчестер) — английский футболист, нападающий клуба «Уиком Уондерерс», выступающий за «Рочдейл» на правах аренды.

## Клубная карьера
Уроженец Манчестера, Бугейл-Меллор является воспитанником футбольной академии «Манчестер Юнайтед», выступая за неё с восьмилетнего возраста. В июне 2018 года подписал свой первый профессиональный контракт с клубом.
В основном составе «Манчестер Юнайтед» дебютировал 28 ноября 2019 года в матче группового этапа Лиги Европы против «Астаны».
28 августа 2021 года отправился в аренду в клуб «Солфорд Сити» до окончания сезона 2021/22. В январе 2022 года был досрочно отозван из аренды. По окончании сезона 2021/22 был отпущен клубом в качестве свободного агента.
4 июля 2022 года подписал контракт с клубом «Уиком Уондерерс».